# 篠田真宏
篠田 真宏（しのだ まさひろ、1959年 - ）は、日本の研修トレーナー、実業家。
株式会社リ・クリエイション代表取締役。
クリスチャン。

## 来歴
神奈川県横浜市に生まれる。
中学3年生15歳のときにクリスチャンになる。
その後、東京基督教短期大学に入学し、選択理論心理学に触れる。

現在は株式会社リ・クリエイション代表取締役をしている傍ら、以下の肩書をもっている。
- 一般社団法人　 行動コミュニケーション協会　監事
- ブランド人財育成協会　特別顧問
- 一般社団法人　グローバル・ジェロントロジー・センター　認定指導者
- 日本アチーバス協会　トレーニング・ディレクター
- ナポレオン・ヒル財団　認定インストラクター
- 特定非営利法人　日本リアリティセラピー協会会員
- 文部科学省　野外教育企画担当者セミナー修了
- Camp Forest Springs Camping Internship 修了

## 略譜
1959年　神奈川県横浜市生まれ。
1974年　クリスチャンになる。
1975年　関東学院六浦高等学校に進学
1978年　東京基督教短期大学に入学。
1986年　結婚
2015年　株式会社リ・クリエイション代表取締役に就任

## 書籍
- 「すごさ」の認め方 考え方の違う人と仲間になれる「器」と「技術」（2018年2月15日、幻冬舎）ISBN 978-4-344-91571-8
- 子どもの「すごさ」の認め方: 子育ての悩みを解決する60のインフォグラフィクス すごさの認め方 Kindle版（2018年4月8日、株式会社インプレスＲ＆Ｄ）
- 仲間の「すごさ」の認め方: 違いを強みに変えるリーダーが知るべき7つの脳力 すごさの認め方 Kindle版（2018年5月14日）